# أنشوفة ميتشلية
أنشوفة ميتشلية (الاسم العلمي: Anchoa mitchilli) (بالإنجليزية: Bay anchovy)‏ هي نوع من الأسماك تتبع جنس الأنشوفة من الفصيلة البلمية.